# حوران
حوران (به عربی: حَوْران/حُوْران)  فلاتی آتشفشانی و منطقه‌ای جغرافیایی در منطقهٔ شام در جنوب غربی سوریه است که تا گوشه‌ای از شمال غربی اردن کشیده شده‌است.

## پی‌نوشت و منبع
1. ↑  «Cash boost for Syrian rebels to pressure Assad». The National. Abu Dhabi. ۵ فوریه ۲۰۱۴. دریافت‌شده در ۲۶ ژوئیه ۲۰۱۵.